# 23街車站 (IND第六大道線)
23街車站（英語：23rd Street station）是紐約地鐵IND第六大道線的一個慢車地鐵站，位於曼哈頓23街及第六大道，設有F線（任何時候停站）、M線（僅平日停站）列車服務。此站與14街是第六大道線唯二的慢車地鐵站。

## 車站結構
| G                      | 街道層             | 出入口 |
| B1 第六大道線/PATH月台 | 西夾層             | 閘機、MetroCard自動售票機                                                                                               |
| B1 第六大道線/PATH月台 | 側式月台，右側開門 | |
| B1 第六大道線/PATH月台 | 南行               | 往康尼島-斯提威爾大道（14街） · 平日往百老匯交匯（14街）                                                                |
| B1 第六大道線/PATH月台 | 側式月台，右側開門 | |
| B1 第六大道線/PATH月台 | PATH南行           | 霍博肯－33街線往霍博肯總站（14街） · 雜誌廣場－33街線往雜誌廣場（14街） · 雜誌廣場－33街線 (經霍博肯)往雜誌廣場（14街） |
| B1 第六大道線/PATH月台 | PATH北行           | 霍博肯－33街線往33街（總站） · 雜誌廣場－33街線往33街（總站） · 雜誌廣場－33街線 (經霍博肯)往33街（總站）               |
| B1 第六大道線/PATH月台 | 側式月台，右側開門 | |
| B1 第六大道線/PATH月台 | 北行               | 往牙買加-179街（34街-先驅廣場） · 平日往森林小丘-71大道（34街-先驅廣場）                                                |
| B1 第六大道線/PATH月台 | 側式月台，右側開門 | |
| B1 第六大道線/PATH月台 | 東夾層             | 閘機層、車站詢問處、MetroCard自動售票機                                                                                 |
| B2                     | -                  | PATH車站月台下通道 |
| B3 下層                | 南行快速           | 不停靠 |
| B3 下層                | 北行快速           | 不停靠 |

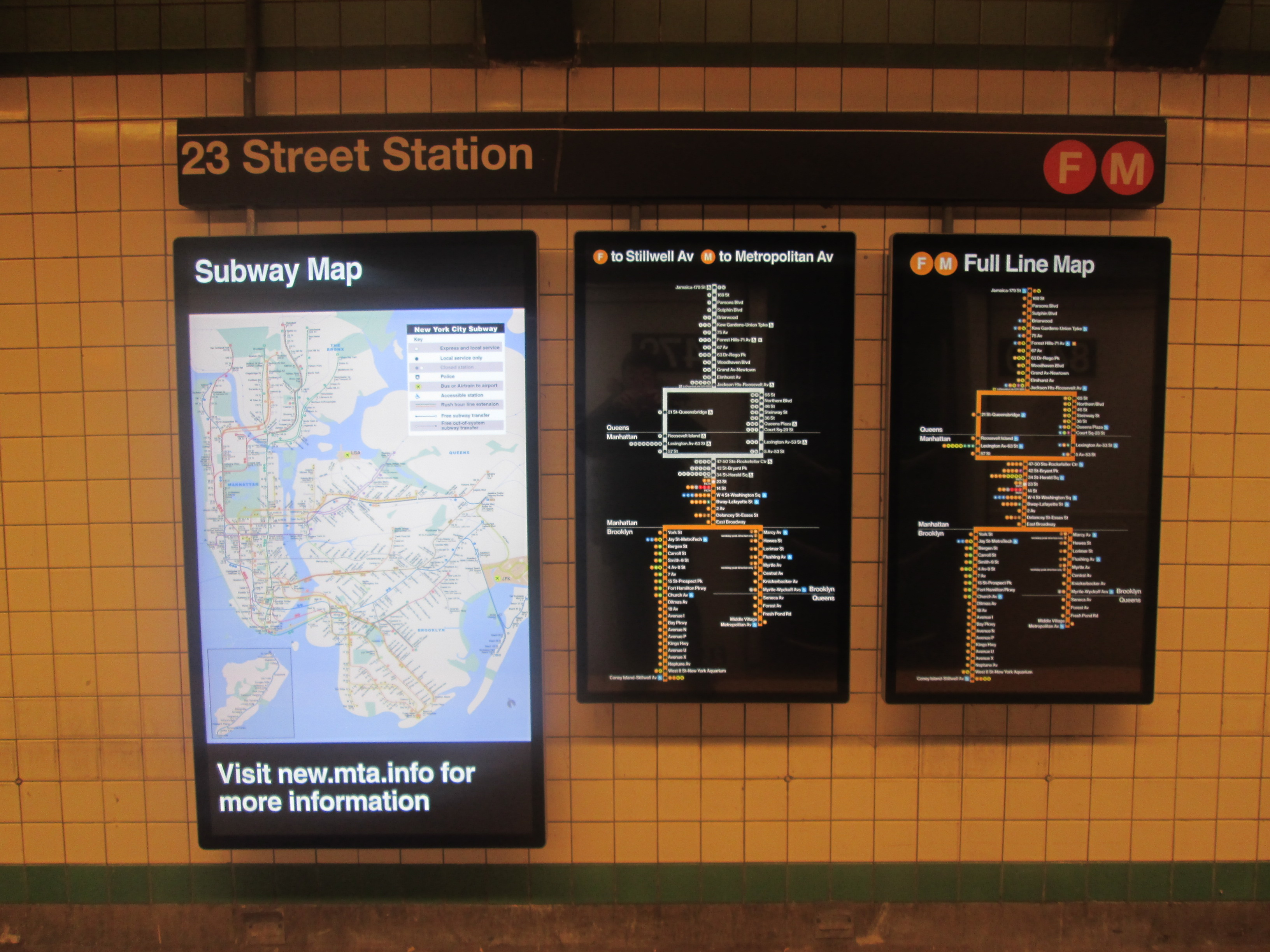
車站牆壁上的數碼地圖／公告板

此站在1940年12月15日連同IND第六大道線47-50街-洛克斐勒中心至西四街。
此站有兩個側式月台和兩條軌道，沒有跨線橋、下通道或夾層轉乘反方向列車。PATH軌道在第六大道線之前40年興建，位於軌道牆壁後面，一般來說那會是快車軌道。PATH第六大道軌道位於快車軌道上方，在1960年代中興建，使用深層鑽挖的方式興建，兩者皆不可從車站看見。
快車軌道位於下層，深層鑽挖的圓形隧道在此站和14街車站下方變成方形，預期將有下層月台興建。
在2015－2019年度MTA資金計劃中，此站連同其餘30個紐約地鐵車站將進行徹底翻新，並關閉6個月。更新包括蜂窩服務、Wi-Fi、充電站、改善指示牌和車站燈光。

## 外部連結
- nycsubway.org—IND 6th Avenue: 23rd Street
- Station Reporter — F Train
- Station Reporter — M Train
- 23rd Street entrance from Google Maps Street View（页面存档备份，存于）
- Platform from Google Maps Street View （页面存档备份，存于）